# Pachyphyllum falcifolium
Pachyphyllum falcifolium är en orkidéart som beskrevs av Heinrich Gustav Reichenbach. Pachyphyllum falcifolium ingår i släktet Pachyphyllum och familjen orkidéer. Inga underarter finns listade i Catalogue of Life.